# Lualdi E.S. 53
Il Lualdi E.S. 53, citato anche come Lualdi-Tassotti ES 53, era un elicottero sperimentale con rotore bipala sviluppato dall'ingegnere italiano Carlo Leopoldo Lualdi in collaborazione con l'allora perito aeronautico Sergio Tassotti nei primi anni cinquanta.
Caratterizzato da un'impostazione classica, con struttura in tubi saldati a vista, cabina di pilotaggio posta anteriormente sotto il rotore principale e rotore anticoppia in coda, era principalmente caratterizzato dall'adozione di uno stabilizzatore giroscopico di concezione dello stesso Lualdi. L'interesse suscitato nello sviluppo del velivolo e il favorevole riscontro ottenuto nelle esposizioni aeronautiche del modello convinsero l'ingegner Lualdi a fondare la Aer Lualdi & C. Spa.

## Storia del progetto
Nel 1953, nel garage di casa ad Anduins, in provincia di Pordenone, avvalendosi della collaborazione del perito Tassotti Lualdi iniziò la costruzione del traliccio dell'elicottero E.S. 53 (la sigla stava per elicottero Sperimentale 53) in tubi Columbus, in acciaio al cromo molibdeno, montando dietro il sedile del pilota un motore usato recuperato da una motocicletta. La costruzione delle pale dell'elica, in legno, del rotore e di quella anticoppia, venne affidata ad un falegname locale. Data la complessità di una macchina di questo tipo, le difficoltà tecniche da affrontare furono parecchie e tutte difficili da superare. Le prove motore ed i sollevamenti del prototipo ancora privo di carenature vennero iniziati nel settembre 1953 e furono fatti ad Anduins.
Nell'aprile 1954 l'E.S.53 venne esposto alla Fiera Internazionale di Milano, al Salone dal Volo Verticale, suscitando grande interesse; nell'agosto successivo venne presentato alla Mostra  internazionale aeronautica al Lido di Venezia presso l'Aeroporto "G. Nicelli", San Nicolò di Lido.
Di concezione estremamente semplice e razionale l'elicottero sperimentale E.S.53 suscitò vasto interesse. I suoi bassi costi di produzione e gestione ne facevano un mezzo potenzialmente alla portata anche del mercato dell'aviazione generale. Sotto il profilo tecnico, lo stabilizzatore giroscopico, ideato e brevettato dall'ingegner Carlo Leopoldo Lualdi, che abbinava una tecnologia semplice da realizzare all'efficacia, faceva di questo mezzo una macchina all'avanguardia.

### Riviste
- Air Pictorial N.10 - October 1956